# Władysław Łoziński
Władysław Łoziński z Łoziny herbu Lubicz, ps. „Wojtek ze Smolnicy”, „Władysław Lubicz” (ur. 29 maja 1843 w Oparach, zm. 20 maja 1913 we Lwowie) – polski powieściopisarz, historyk i encyklopedysta , badacz przeszłości kultury polskiej, sekretarz Ossolineum, Prezes Rady Wykonawczej Macierzy Polskiej , kolekcjoner dzieł sztuki, członek Towarzystwa Historycznego we Lwowie. Członek Izby Panów austriackiej Rady Państwa.

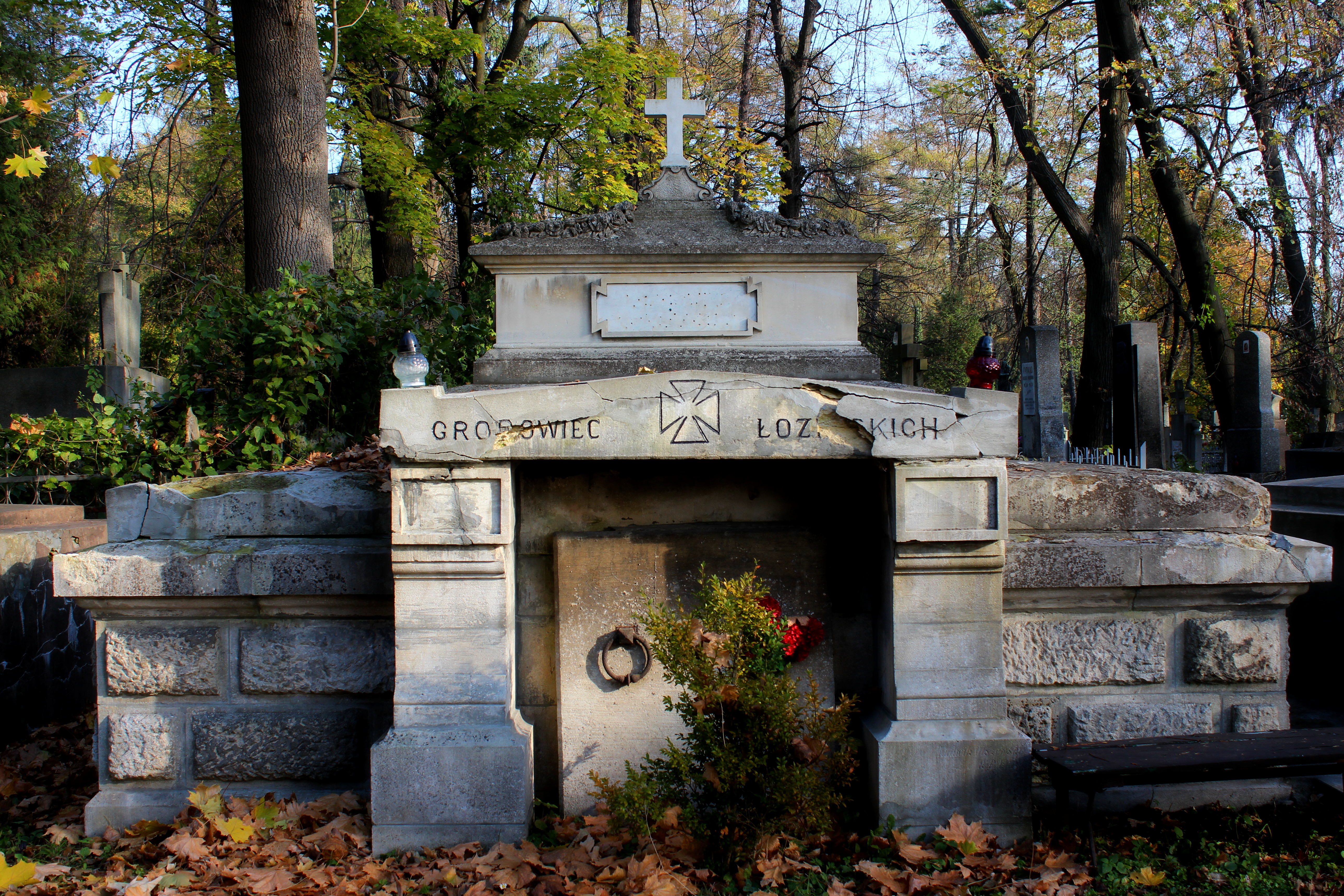
Grobowiec Łozińskich we Lwowie

## Życiorys
Był synem Waleriana (poczmistrza) i Julii z Lewickich. Władysław Łoziński był bratem pisarza, zmarłego młodo w wyniku ran odniesionych w pojedynku – Walerego, prawnika Bronisława a także kuzynem historyka Karola Szajnochy i geologa Władysława Szajnochy. Miał dwie siostry, był żonaty z Jadwigą, z domu Starorypińska, po pierwszym mężu Liskowa (1844–1918).
Studiował na Wydziale Filozofii Uniwersytetu Lwowskiego. Był redaktorem wielu lwowskich i galicyjskich gazet i czasopism literackich (Dziennik Literacki, Przegląd Powszechny, Gwiazdka Cieszyńska), przede wszystkim jednak Gazety Lwowskiej (po Adolfie Rudyńskim redaktor naczelny w latach 1873–1883), którą zreformował i rozbudował. Był pierwszym sekretarzem naukowym Fundacji im. Ossolińskich, wiceprezesem Towarzystwa Historycznego, prezesem Towarzystwa Przyjaciół Sztuk Pięknych, członkiem Akademii Umiejętności (od 1891) i Towarzystwa Ludoznawczego we Lwowie. Był posłem do Rady Państwa, następnie członkiem Izby Panów Rady. Pełnił mandat posła V kadencji Sejmu Krajowego Galicji, wybrany z IV kurii okręgu Turka-Borynia. 
Został wyróżniony tytułem doktora honoris causa Uniwersytetu Lwowskiego. W 1885 otrzymał honorowe obywatelstwo miasta Turka. W 1906 roku otrzymał honorowe obywatelstwo miasta Lwowa oraz Medal miasta Lwowa. 
Został pochowany na Cmentarzu Łyczakowskim we Lwowie.
Jego prace z zakresu historii miały duży wpływ na polskie środowisko naukowe. Do korzystania z dzieł Władysława Łozińskiego w pracy nad Encyklopedią staropolską (1937–1939) przyznał się np. Aleksander Brückner.

## Kolekcja
W 1914 r. miasto umieściło Lwowską Galerię Obrazów (przemianowaną w 1998 r. na Lwowską Galerię Sztuki) w pałacu przy Ossolińskich 3, zakupionym wcześniej od Łozińskiego. Po wysiedleniu Polaków ze Lwowa po II wojnie światowej i utracie przez Polskę południowo-wschodnich ziem wraz ze Lwowem na rzecz Ukraińskiej SRR zarówno cenna kolekcja Łozińskiego, jak i inne eksponaty z muzeów Lwowa, w tym z Lwowskiej Galerii Obrazów, pozostały we Lwowie. 

## Dzieła

### Powieści
- Czarne godziny: powieść współczesna.. Lwów: nakładem Karola Wilda, 1869, s. 424. OCLC 560906633.
- Hazardy : powieść współczesna. Lwów: Drukarnia E. Winiarza, 1870, s. 367. OCLC 33065739.
- Historia siwego włosa : powieść. Poznań: nakładem Tygodnika Wielkopolskiego, 1871, s. 162. OCLC 189422882.
- Katalog wystawy zabytków starożytnych we Lwowie. Lwów: Dyrekcja Powszechnej Wystawy Krajowej, 1894, s. 169. OCLC 292170958.
- Legionista: powieść z przeszłości. Lwów: F. H. Richter, 1870, s. 320. OCLC 54496852.
- Madonna Busowiska[7] (1886)
- Nowe opowiadania imć Pana Wita Narwoya : rotmistrza Konnej Gwardyi Koronnej, 1764-1773. Lwów: Nakładem Księgarni Gubrynowicza i Schmidta, 1884, s. 329. OCLC 28154631.
- Oko proroka [czyli Hanusz Bystry i jego przygody] : powieść historyczna z XVII w.[8] (1899)
- Opowiadania imć pana Wita Narwoja rotmistrza Konnej Gwardji Koronnej : a. d. 1760-1767 (1873)
- Pierwsi Galicjanie : powieść z przeszłości. Lwów: Gubrynowicz i Schmidt, 1867, s. 437. OCLC 33052539.
- Przybłęda : obrazek dramatyczny z życia ludu ruskiego ze śpiewkami : w 2 aktach oryginalnie napisany przez Hizopa Ziółka. Lwów: Karol Stupiński, 1864, s. 52. OCLC 292131875.
- Skarb watażki : powieść z końca XVIII wieku (1875)

### Prace naukowe
- Ormiański epilog lwowskiej sztuki złotniczej. Kraków: Drukarnia Uniwersytetu Jagiellońskiego, 1901, s. 52. OCLC 292138012.
- Patrycyat i mieszczaństwo lwowskie w XVI i XVII wieku. Lwów: Gubrynowicz i Schmidt, 1890, s. 305. OCLC 189429025.
- Malarstwo cerkiewne na Rusi. Lwów: Drukarnia Władysława Łozińskiego, 1887, s. 61. OCLC 297789529.
- Prawem i lewem. Obyczaje na Czerwonej Rusi w pierwszej połowie XVII wieku (wyd. 1 – 1903; wyd. 2 poszerzone – 1904; wyd. 3 poszerzone – 1911–1913): t.1 (wyd. 4 powtórzone – 1931), t.2 (wyd. 3 – 1913)
- Sztuka lwowska w XVI i XVII wieku : architektura i rzeźba (1889)
- Złotnictwo lwowskie w dawnych wiekach : 1384-1640. Lwów: Gubrynowicz i Schmidt, 1889, s. 109. OCLC 46733045.
- Życie polskie w dawnych wiekach (1907)
- Pogadanki teatralne Lwów 1866

## Ekranizacje
W latach 80. XX wieku reżyser i scenarzysta Paweł Komorowski zekranizował powieść Władysława Łozińskiego Oko proroka:
- Oko proroka – polsko-bułgarski film z 1982 roku
- Przeklęte oko proroka – polsko-bułgarski film z 1984 roku (kontynuacja)
- Oko proroka czyli Hanusz Bystry i jego przygody – polsko-bułgarski serial telewizyjny z 1985 roku